# 大手前高松中学・高等学校
大手前高松中学・高等学校（おおてまえたかまつちゅうがく・こうとうがっこう）は、香川県高松市室新町に所在する私立中学校・高等学校（併設型中高一貫校）。

## 中学校の特徴
6年間一貫教育
中学から高校までの6年間一貫教育を施す。少人数教育で丁寧な学習指導を行い、近年では生徒一人ひとりにタブレット端末を持たせる（学習目的であれば授業中・自宅でも使用可）など香川県下では初の試みも行っている。
夏と冬にそれぞれ小学生5・6年生を対象にしたオープンスクール（サマースクール、ウインタースクール）を実施している。
※オープンスクールで実施される力試しテストの結果次第で特待生制度や自己推薦入試の受験資格を得られていたが、現在では廃止されている。

## 高等学校の設置学科
全日制課程
2017年より全コースの生徒がタブレット端末を持ち、授業内外で活用している。
- 普通科
  - 飛翔コース（大手前高松中学校から進級した生徒のコース）
  - 栄冠進学SSコース
    - SSコース（一般生徒のコース）
    - SSⅡコース（強化部である硬式野球部とサッカー部の部員が所属するコース）

  - 栄冠進学Sコース
  - 特別進学Aコース
  - 特別進学Vコース

入学後にコース変更することが可能で、学力に応じたコースに所属することができる。2012年度より、高1と高2で、医学部入学を目的としたM講座が開講されている。なお、栄冠進学SSコースおよびSコースの生徒は、学校の方針により指定校推薦を受けることはできない。（総合型選抜および公募推薦は受験可能。）

## 沿革
- 1957年 - 香川県大手前中学・高等学校の高松分校として開校。
- 1962年 - 初めて鉄筋の校舎（現3号館）が完成。
- 1965年 - 理事長兼校長　倉田キヨヱ。
- 1973年 - 香川県大手前中学・高等学校から独立し、香川県大手前高松中学・高等学校となる。校長　宇喜多一塩。
- 1979年 - 校長　倉田康男。
- 1980年 - 体育館施工。
- 1987年 - 開校30年。
- 1990年 - 大手前学園向学寮新築完成。
- 1994年 - 大手前学園総合運動場完成(新田グラウンド)。
- 1997年 - 開校40年。　校長　平畑博敏。
- 2000年 - 校長　倉田眉貴子。
- 2001年 - コンピュータルーム整備。
- 2005年 - 耐震工事終了。
- 2007年 - 開校50周年を記念し、食堂「ルーデンスDIO」が完成。
- 2008年 - 校長　森本勝幸。
- 2009年 - ナイトスタディーサポート開始。English Workshop始まる。新田グラウンド改修工事完了。
- 2010年 - 硬式野球部再開。新田グラウンドナイター照明設備工事完了。運動場ナイター照明設備工事完了。新田グラウンド防球フェンス増設工事完了。
- 2011年 - オアシス大教室完成。
- 2012年 - 玄関横庭園石畳完成。新田グラウンドのサッカーコートを天然芝化。
- 2013年 - 大手前後援会発足。
- 2015年 - 太陽光パネルを１号館屋上に設置。武道館(耐震工事)、作法室完成。新田グラウンドのサッカーコートナイター照明設備工事完了。
- 2016年 - 校長　溝渕聖豪。
- 2017年 - 校名を変更し、大手前高松中学・高等学校となる。校内Wi-Fiを整備。ICT機器（タブレット端末）を活用した授業を開始。開校60年。
- 2018年 - 校内Wi-Fi整備第3期工事完了。高校教室プロジェクタ・スクリーン整備完了。
- 2019年 - 1号館玄関リニューアル完了。
- 2020年 - プールスホール完成。
- 2022年 - 校内Wi-Fi設備全域完了。
- 2023年 - 新田グラウンド西駐車場完成。
- 2024年 - 飛翔館南駐車場完成。

## 部活動
全コースの全員が参加可能。国公立大学・難関私立大学への進学を目指す学校であるため、2010年に強化クラブとして設置された硬式野球部とサッカー部を除く一般の部活動は2年生までの活動である場合が多い。また課外授業の無い日に基本的に活動するため月、水、土曜日の週3回のみの活動である。ただし、部活動・活動内容によっては日曜日の活動もあり。運動部は高校2年の新人戦で、文化部は高校3年4月の桜茶会で引退するのが普通である。

### 文化部
- 囲碁
- 茶道
- 生物
- 放送
- 演劇
- ボランティア
- 華道
- 美術
- 吹奏楽
- ロボット
- 書道同好会
- 軽音同好会（高校）

### 運動部
- 軟式野球部（中学）
- 硬式野球部（高校）
- サッカー部（高校）
- バスケットボール部（高校）
- バドミントン部
- バレーボール部
- 居合道部
- 剣道部
- 陸上部
- 卓球部
- 硬式テニス部
- ダンス部
- 応援・チアリーディング部

## 学校行事
- ホームカミングデー（HCD）
卒業生や地域の住人、受験を考えている小中学生などを招待して一般にも公開して毎年9月上旬に開催されている学園祭。中１～高２がクラスごとに出し物をするほか、中庭では有志希望者によるフリーステージが行われ、演奏・合唱・一発芸など内容は多岐にわたる。
- 体育祭
中１～高２までの全コースに所属する生徒が全員参加する、リレーや騎馬戦、玉入れなどが行われる一般的な体育祭だが、今では、ホームカミングデーで行われていた大手前ソーランもここで行われる。その他、生徒会によって全校生徒参加のクイズ大会なども催される。近年は、屋島レクザムフィールドで開催されている。またすべて一般公開され、例年受験生の保護者を中心とした見学者もある。
- 臨海学校
中学1年生が参加し、小豆島へ数日泊まり込みでおこなわれる。海水浴やキャンプファイヤーなどの催し物が例年実施されている。
- イギリス研修旅行
高校希望者が参加する。イギリスへの短期留学（ホームステイ）を経験する。※2017年度は国際情勢を鑑みて行き先がカナダに変更された。
- 高校野球応援
夏の甲子園予選を学年ごとでまとまって観戦・応援。応援部・チア部・吹奏楽部が中心となり応援の練習なども行われる。
- 修学旅行
中学3年生と高校2年生が参加する。中学3年生は海外(令和５年度はマレーシア)、高校2年生は東京（千葉県・東京ディズニーランド含む）が例年、修学旅行先として設定されている。

## 制服
制服は中高共通となっており、男子の制服は学習院や防衛大学校のものと同じデザインである。
2009年に女子の制服を一新している。ベーシックなブレザータイプの制服、標準およびチェック柄の2種類のスカートとなっており、胸元に赤青2種類のリボンが特徴。女性らしさと知的な印象を表現したデザインを目指している。また、ニュージーランドのメリノウール生産農家を第三者機関が監査し認証するZqueブランドを採用した、地球環境に優しいロハスユニフォームである。西日本の中では、Zqueブランドを採用した制服は初だという。
渡辺麻友（AKB48）が2012年11月21日に発売した3rdシングル『ヒカルものたち』の特典DVDには、全国47都道府県の女子制服を着たミュージックビデオが収録されており、香川県代表には本校の制服（2009年版）が選ばれた。この際、渡辺は本校の制服を指して、「大きめの襟とリボンがとってもキュート」と評価している。

## 最寄駅
- 路線バス: ことでんバス
  - 高松西高線大手前高松中学高校バス停。行先No.21（上りは22）。2019年4月1日のルート変更で新設された。ただし、土曜日・日曜日・祝日は運休のため、土曜日の通学には利用できない。
  - 由佐線・御厩線室新町バス停、土居の宮前バス停。行先No.41・43・47（上りはすべて44）。
- スクールバスが高松市周辺の5つのルートで運行されている。
  - 香西・築港コース - 高松駅前から琴電瓦町経由
  - 長尾・三木コース - 長尾から仏生山経由
  - 香南・国分寺コース - 川東下から大野、国分寺経由
  - 志度・屋島コース - 志度鴨部から屋島経由
  - 林・多肥コース - 高松中央ＩＣから多肥経由

## 著名な出身者
文化人
- 所幸則（写真家）

芸能・マスコミ関係
- 石井テルユキ（俳優）
- シャカ大熊（お笑い芸人、俳優）
- 福田幹大（音楽ディレクター、プロデューサー）
- 山下しげのり（漫才師・ジャリズム）
- 大坂靖彦（経営者、塾長）

## 姉妹校
- 大手前丸亀中学・高等学校